# Los simuladores (mexický seriál)
Los simuladores je mexický televizní seriál z roku 2008, vznikly celkem dvě série. Seriál je remakem stejnojmenného seriálu vzniklého v roce 2002 v Argentině. Bylo oznámeno možné natáčení ještě třetí série.

## Zápletky jednotlivých dílů

### El baquetón
Rodiče mají dospělého syna, který stále žije s nimi, baví se a od rodičů bere kapesné. Otec se rozhodne požádat „simulátory“ o pomoc. Simulátoři vymyslí plán, kdy ho informují o tom, že byl přijat na univerzitu. Současně s tím najdou chlapce, který se vydává za mladíkova syna, kterého má mít s bývalou přítelkyní pocházející z Kuby. Mladíkovi rodiče si fiktivního vnuka oblíbí a přinutí svého syna, aby se o něj staral. Ten si proto musí najít práci, pracuje jako číšník. Když je mladík konečně samostatný, simulátoři přijdou v uniformách cizinecké policie a fiktivního syna si odvedou. Nic nechápajícím rodičům vysvětlí, že to byl podvodník, který tímto způsobem využil už několik rodin. Líný mladík už zůstane pracovat.

## Obsazení
Uvedeni jsou pouze herci, kteří se objevili alespoň v deseti epizodách).
| Alejandro Calva    | Pablo López |
| Arath de la Torre  | Vargas      |
| Ruben Zamora       | Medina      |
| Antonio de la Vega | Galvan      |
| Adrian Makala      | Douglas     |
| Tony Dalton        | Santos      |
| José María Negri   | Feller      |
| Taka               |             |

## Seznam dílů

### První řada
- Segunda oportunidad
- Colonoscopia
- Recursos humanos
- Acosada
- El joven simulador
- Los impresentables
- Operacion ocelote
- El pacto copernico
- Asuntos de poder
- El colaborador foraneo
- La fan
- Reality
- El secuestro de Santos

### Druhá řada
- El plagio
- Cita a ciegas
- El precio de la fama
- Deja vú
- Mutación
- El vengador infantil
- Venganza
- El baquetón
- El clon
- Madre arrepentida
- El gran motul
- El rescate
- Workaholic
- El predicador
- Fin de semana
- Amor de madre
- La ajedrecista
- La ajedrecista: Parte II